# Vlag van Aruba
De vlag van Aruba is sinds 18 maart 1976 de vlag van het eiland. Sinds Aruba op 1 januari 1986 een autonoom land binnen het Koninkrijk der Nederlanden werd, is het de vlag van dit land. De vlag verving de eerdere vlag van de Nederlandse Antillen.

## Beschrijving
De beschrijving luidt:
1. De vlag is rechthoekig en heeft de kleuren geel, blauw, rood en wit; de verhoudingen van de breedte tot de lengte van de vlag zijn 2 : 3.2. De kleur van het veld van de vlag is blauw PMS 279 C ofwel larkspur als bedoeld in de British colour Council Dictionary of Colour Standards. In het lagere 1/3 deel van de vlag zijn drie gelijke horizontale banen, respectievelijk gekleurd geel, blauw, geel, waarbij de breedte van elke baan gelijk is aan 1/18 van de breedte van de vlag. De bovenste baan begint op een afstand van precies twee derde van de breedte van de vlag, gemeten van boven naar beneden. Het geel van de banen is geel PMS 109 C; de kleur van de middelste baan is blauw PMS 279 C. Onder deze drie banen bevindt zich een brede rand die gelijk is aan 1/6van de breedte van de vlag, in de kleur blauw PMS 279 C. De vlag vertoont in het kanton of het bovenste hijsvlak een regelmatige vierpuntige ster waarvan de horizontale en verticale meridianen parallel zijn aan de boven- en benedenrand en aan de hijs- en wapperrand van de vlag. Een lijn, getrokken vanuit welke binnenhoek van de ster dan ook door het centrum van de ster naar de tegenover gelegen binnen-hoek, is gelijk aan de lengte van 1/3 deel van de horizontale of verticale mediaan van de ster. Het rood van de ster is rood PMS 032 C, en is met PMS absoluut wit omzoomd. De afstand van het ene eindpunt van de ster tot het andere eindpunt van de ster, met inbegrip van de omzoming, is 1/3 van de breedte van de vlag. Het hoogste punt van de ster ligt op een afstand gelijk aan 1/18 van de breedte van de vlag, gemeten van de hijsrand af naar binnen.
De vlag is overheersend lichtblauw, hetgeen de zee en de lucht symboliseert. De rode vierpuntige ster vertegenwoordigt het eiland zelf en de vier talen die er gesproken worden (Spaans, Papiaments, Nederlands en Engels); de twee gele strepen staan zowel voor de status aparte als voor het toerisme en de industrie. De witte rand om de ster dient om de ster meer te laten opvallen en symboliseert de branding van de golven.

## Historische vlag van Aruba

Vlag van de Nederlandse Antillen (1959-1986)

Tot 1986 maakte Aruba deel uit van de Nederlandse Antillen. De toenmalige vlag had zes sterren, iedere ster staat voor een eiland. Na het toekennen van de status aparte voor Aruba is één ster van de vlag verwijderd.

## Voorgestelde vlaggen
Aruba is een van de eilanden die het voormalige grondgebied van de Nederlandse Antillen vormden. In 1976 werd besloten om een onderscheidende vlag te krijgen, dus werd er een commissie gevormd om te beslissen wat het ontwerp van zo'n vlag zou worden. Uit de 693 voorstellen die aan de commissie werden voorgelegd, werd een voorlopige selectie van 157 gemaakt. Sommige van deze ontwerpen staan hieronder afgebeeld. Andere voorstellen werden gedaan door vexillologen zoals Whitney Smith, die twee ontwerpen voorstelde.
Uiteindelijk werkte de commissie aan het ontwerp van W.J. Fransen en na een paar iteraties was de huidige vlag van Aruba geboren.

?Voorbeeldvoorstel 1 (1976)
?Voorbeeldvoorstel 2 (1976)
?Voorbeeldvoorstel 3 (1976)
?Voorbeeldvoorstel 4 (1976)
?Voorbeeldvoorstel 5 (1976)
?Voorbeeldvoorstel 6 (1976)
?Voorbeeldvoorstel 7 (1976)
?Voorbeeldvoorstel 8 (1976)
?Voorbeeldvoorstel 9 (1976)
?Rosendo Felicianos voorstel (1976)
?J.W. Kleins voorstel (1976)
?W.J. Fransens voorstel (1976)
?Whitney Smiths voorstel 1 (1976)
?Whitney Smiths voorstel 2 (1976)